# Juan Ángel Napout
Juan Ángel Napout Barreto (Asunción, 13 de mayo de 1958) es un dirigente deportivo, empresario y político paraguayo que presidió distintos organismos vinculados con el fútbol, como Cerro Porteño, la Asociación Paraguaya de Fútbol y la Confederación Sudamericana de Fútbol (Conmebol).
Su gestión en la Conmebol se vio interrumpida al ser detenido el 3 de diciembre de 2015 en la ciudad suiza de Zürich, en el marco de las investigaciones emprendidas por el caso de corrupción de la FIFA de 2015, consistente en un escándalo de corrupción y cobro de sobornos, que involucrara a varios dirigentes futbolísticos a nivel mundial. Este hecho motivó que fuera suspendido en sus funciones como presidente de la Confederación Sudamericana de Fútbol y vicepresidente de la FIFA. Finalmente, el 11 de diciembre de 2015 hizo concreta su renuncia a la presidencia de Conmebol, siendo inmediatamente sucedido por su vicepresidente, Wilmar Valdez. Estuvo preso en los Estados Unidos por corrupción.

## Trayectoria
Juan Ángel Napout, hijo de Miguel Ángel Napout (originario de Fulgencio Yegros) y Teresa Barreto (nativa de Caazapá), contrajo matrimonio en 1985 con Karin Forster, con quien tiene cuatro hijos: Andrea Teresa, Verónica Edith, Paulina Virginia y Juan Ángel Junior. Cursó la licenciatura en Administración de Empresas en la Universidad Católica de Asunción entre 1976 y 1983. Es políglota, con dominio de inglés, portugués brasileño, francés y conocimientos básicos de guaraní e italiano.
En el ámbito empresarial, presidió Distribuidora Gloria. En el ámbito deportivo, inició su trayectoria como miembro de la Confederación Universitaria de Deportes del Paraguay (1980-1984). Posteriormente, fue vicepresidente del Club Cerro Porteño (1988-1989) y, en 1989, asumió la presidencia del club, bajo cuyo liderazgo el equipo ganó el Campeonato Paraguayo de Fútbol de 1990.
En 1991, lideró la delegación de la selección de fútbol de Paraguay en la Copa América en Chile. En 1992, participó como parte del equipo que obtuvo el campeonato del Preolímpico Sufaericano Sub-23 y acompañó al seleccionado en los Juegos Olímpicos de Barcelona como jefe de delegación. Ese mismo año, asumió como director del Departamento de Selecciones Nacionales, cargo que desempeñó hasta 1993.
A nivel internacional, inició su participación en la Conmebol como miembro del Departamento de Relaciones Públicas. Entre 1994 y 2002, integró el Comité Ejecutivo de la Asociación Paraguaya de Fútbol (APF), desempeñándose como coordinador general de selecciones mayores en las Copas América de 1995 y 1997. De 1996 a 1999, fue miembro del Comité Olímpico Paraguayo.
Asistió a la Copa Mundial de la FIFA 1998 como jefe de delegación y coordinó a la selección paraguaya durante la Copa América 1999 en Paraguay. En el año 2000, la APF lo distinguió como «Mejor Dirigente del Año». Posteriormente, ocupó el cargo de coordinador general de la selección nacional en las campañas de la Copa Mundial de la FIFA 2002 y 2006.
En 2003, Napout asumió la vicepresidencia de la APF y, en 2007, fue nombrado presidente de dicha entidad. En 2013, fue reelecto para continuar su mandato, inicialmente previsto hasta 2018. El 1 de agosto de 2013, durante un congreso extraordinario de la Conmebol, fue elegido vicepresidente primero de la organización.
El 8 de agosto de 2014, asumió como presidente interino de la Conmebol tras la renuncia de Eugenio Figueredo. Posteriormente, el 4 de marzo de 2015, fue ratificado en el cargo durante el 65.º Congreso Ordinario de la Conmebol, recibiendo el respaldo unánime de las diez asociaciones miembro, con un mandato extendido hasta 2019. Simultáneamente, fue designado como uno de los vicepresidentes de la FIFA.

## Escándalo de corrupción en la FIFA
La gestión de Napout al frente de la Conmebol se vería salpicada en el año 2015 a raíz de una fuerte denuncia por corrupción deportiva. El hecho estaba nucleado dentro de una investigación realizada por el Bureau Federal de Investigaciones (FBI) de los Estados Unidos, por una causa de mega estafa en el fútbol mundial, conocido mediáticamente como Caso de corrupción de la FIFA de 2015, en el que se denunciaron diferentes casos de cobro de coimas. En ese sentido, Napout fue acusado de recibir sobornos en el año 2013 por parte de la empresa televisiva Datisa, estando él en la presidencia de la Asociación Paraguaya de Fútbol, durante el mandato de Nicolás Leoz al frente de Conmebol.
El móvil que provocaría este acto, fue la compra de los derechos de transmisión de la Copa América de ese año, por el monto total de 100 millones de dólares, los cuales fueron repartidos entre los principales dirigentes del fútbol sudamericano. El monto por el que Napout estuvo acusado de haber percibido por parte de Datisa, fue de 7,5 millones de dólares. Finalmente y tras haberse rehusado en reiteradas ocasiones a ser extraditado para ser enjuiciado, fue detenido por la policía suiza en el marco de esta causa y de forma preventiva, el 3 de diciembre de 2015 mientras se encontraba en la ciudad de Zürich. Junto a él también sería arrestado el presidente de la Concacaf, Alfredo Hawit. Tras este escándalo, finalmente terminaría presentando su renuncia el 11 de diciembre de 2015, dejando inconclusa una gestión marcada por los vicios mencionados. Su cargo será ocupado en forma interina por su vicepresidente el uruguayo Wilmar Valdez, hasta el 26 de enero de 2016.
El 3 de diciembre de 2015, Napout es detenido preventivamente en Suiza por la policía de ese país a petición del departamento de Justicia de los Estados Unidos con fines investigativos. Estados Unidos pidió su extradición para interrogarlo junto al presidente de la Concacaf, Alfredo Hawit. Los cargos por los que fue acusado el alto dirigente sudamericano son los de lavado de dinero, asociación criminal y corrupción.
Tras estos hechos, Napout se vio impedido de seguir como titular de la Conmebol hasta que finalmente el 11 de diciembre de 2015 presentó formalmente su renuncia, razón por la cual, de forma inmediata, Wilmar Valdez, presidente de la Asociación Uruguaya de Fútbol y uno de los vicepresidentes de la Confederación, asumió la presidencia del ente sudamericano de manera interina. Valdez anunció que se realizarán elecciones de nuevas autoridades el 26 de enero de 2016, algo que no se produjo en los últimos 30 años.
El 15 de diciembre, Napout fue extraditado a Estados Unidos, en donde se presentó ante la Justicia federal de Nueva York declarándose "no culpable". Posteriormente, para evitar la cárcel pagó una fianza de 20 millones de dólares, debiendo cumplir arresto domiciliario en Nueva York o Florida.
Finalmente, el 29 de agosto de 2018, la corte neoyorquina declaró culpable a Juan Ángel Napout de los delitos de fraude y asociación ilícita, habiendo cobrado más de 10 millones de dólares estadounidenses en concepto de coimas, siendo condenado a 9 años de reclusión efectiva. La fiscalía del caso, había solicitado para el exdirigente una pena de 20 años de prisión.

## Actividad profesional
| Año       | Hechos resaltantes                                                  |
| --------- | ------------------------------------------------------------------- |
| 1980-1984 | Miembro de la Confederación Universitaria de Deportes del Paraguay. |
| 1983      | Es licenciado en Administración de Empresas, egresado de la UCA.    |
| 1988-1990 | Vicepresidente del Club Cerro Porteño.                              |
| 1990      | Presidente de Cerro Porteño.                                        |
| 1991-1993 | Director del Departamento de Selección de la APF.                   |
| 1994-2002 | Miembro del Comité Ejecutivo de la APF.                             |
| 1995-2006 | Coordinador General de Selecciones Mayores.                         |
| 1996-1999 | Miembro del Comité Olímpico Paraguayo.                              |
| 2007-2014 | Presidente de la Asociación Paraguaya de Fútbol.                    |
| 2013-2014 | Vicepresidente 1.º de la Confederación Sudamericana de Fútbol.      |
| 2014-2015 | Presidente de la Confederación Sudamericana de Fútbol.              |
| 2015-2016 | Vicepresidente de la FIFA.                                          |